# Not Leavin’ Yet
Not Leavin' Yet – utwór kanadyjskiego zespołu rockowego Nickelback, pochodzący z drugiej studyjnej płyty długogrającej "The State", wydanej początkowo w 1998 roku, a następnie w 2000. Utwór został zamieszczony na dziewiątej pozycji na krążku, trwa 3 minuty i 44 sekundy i jest piątym utworem co do najdłuższych na płycie. Autorem tekstu utworu jest wokalista grupy Chad Kroeger, muzykę skomponował cały zespół.
Tekst utworu został zainspirowany śmiercią babci wokalisty. Kiedy wokalista dowiedział się, iż babci już nie ma, poczuł się przybity i nie mógł uwierzyć, że stało się to tak nagle. Tekst do piosenki powstał w 15 minut. Linijki utworu "Come lie next to me Jesus Christ / Holes in hands where a cross used to fit just right" - odnoszą się do babci na łożu śmierci, natomiast linijka "In the hall the family's grieving, I'm the one who stays, I'm not leaving yet" tyczy się samego wokalisty, który pozostał u jej boku do samego końca.
Utwór utrzymany jest w mocnym post grunge'owym brzmieniu, połączonym z melodyjną solówką gitarową. Posiada także melodyjny riff, który słychać niemal przez całą długość trwania utworu.
Utwór pojawiał się na koncertach już w roku 1997, kiedy to był grany podczas trasy "Curb Tour". Trafił także na bootleg nagrany podczas tej trasy "Acoustic live on Power 97", gdzie został wykonany w wersji akustycznej obok takich utworów jak "Leader of Men" czy "Worthy to Say". Piosenka grana była także na koncertach grupy w latach 1998–2000, czyli podczas trasy promującej album "The State". Sporadycznie pojawiała się podczas koncertów w roku 2001. Od tamtej pory utwór nie jest grany na żywo.

## Twórcy
Nickelback
- Chad Kroeger - śpiew, gitara rytmiczna, produkcja
- Ryan Peake - gitara prowadząca, wokal wspierający
- Mike Kroeger - gitara basowa
- Ryan Vikedal - perkusja

Produkcja
- Nagrywany: 1998 w "Green House Studios" w Burnaby (Kolumbia Brytyjska)
- Producent muzyczny: Chad Kroeger, Nickelback, Dale Penner
- Miks albumu: Garth Richardson w "Green House Studios" w Burnaby (Kolumbia Brytyjska)
- Mastering: Brett Zilahi w "Metalworks" w Misissauga
- Inżynier dźwięku: Dave Ashton
- Producent: Ken Grant
- Zdjęcia: Neil Zlozower
- Management: Bryan Coleman
- Legal Representation: Jonathan Simkin
- Okładka: Three Mountain Design, Inc.
- Aranżacja: Chad Kroeger, Ryan Peake, Mike Kroeger, Ryan Vikedal
- Tekst piosenki: Chad Kroeger
- Wytwórnia: Początkowo krążek wydany w Kanadzie niezależnie, Roadrunner Records